# Cheilolejeunea ornata
Cheilolejeunea ornata là một loài Rêu trong họ Lejeuneaceae. Loài này được C. J. P. Bastos mô tả khoa học đầu tiên năm 2011.